# 太陽の黄金の林檎
 『太陽の黄金の林檎』(たいようのきんのりんご The Golden Apples of the Sun) は、アメリカの作家レイ・ブラッドベリによる22編の短編小説からなる短編集。1953年にDoubleday＆Companyによって出版され、日本では小笠原豊樹の翻訳により1962年に早川書房よりハヤカワ・SF・シリーズとして出版され、2012年に新装版が文庫形式で出版された。 
本のタイトルは、短編集最終話のタイトルでもある。「太陽の黄金の林檎」という言葉は、イェイツの詩『さまようイーンガスの歌』（1899年）の最終スタンザ最終行からとられている。 

Though I am old with wandering

Through hollow lands and hilly lands,

I will find out where she has gone

And kiss her lips and take her hands;

And walk among long dappled grass,

And pluck till time and times are done

The silver apples of the moon,

The golden apples of the sun.

私は谷を歩き、丘をさすらい、

すっかり年をとったが、

娘はどこへ行ったかきっと探し出そう、

口づけしてその両手を取ろう。

まだらの高い草の中を歩いて、

いつまでもいつまでも時の尽きるまで

摘み取ろう、月の銀のりんごを、

太陽の金のりんごを。

（尾島庄太郎・金子光晴訳）
ブラッドベリはこの詩の最後の3行で彼の本の前置きをしている。何が彼を「太陽の黄金の林檎」に引き付けたのかと尋ねられたときに「［妻］マギーは私たちが付き合っているときにロマンチックな詩を紹介してくれました。 私はその詩のその行が好きで、太陽から火がいっぱい入ったコップをとることについての私の話の比喩でした」と語っている。 
『太陽の黄金の林檎』は、ブラッドベリの3番目の短編小説集だった。最初の『黒いカーニバル』は、1947年にアーカムハウスから公開され、日本では伊藤典夫訳で1972年に出版された。2番目の『刺青の男』は、1951年にDoubleday＆Companyから出版され、日本版は小笠原豊樹の訳で1960年に刊行されている。

## 目次

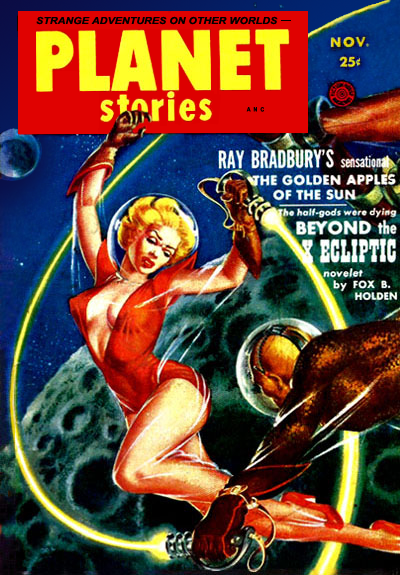
この短編集の表題作は、1953年11月の米国のパルプサイエンスフィクション誌であるPlanet Storiesの創刊号に掲載された。

## 評価
チャールズ・プーアはニューヨーク・タイムズにブラッドベリは「アイルランド文学ルネサンスの詩人や伝道者に養われているように見えるスタイルで書いている」と報告し、彼は「彼の物語の核心とその周辺について一日中話すことなくたどり着くのに驚いた」と述べている。 
ファンタジー・アンド・サイエンスフィクション誌のアントニー・バウチャーとJ.フランシス・マッコマスは『黄金の林檎』に「最も不確かな読書体験...多くの場合、単純かつ知覚的に動く［そして］悲しいことに特定の強さや色が欠けていることが多い文章」を発見した。 
イマジネーション誌の評論家マーク・ラインスバーグはブラッドベリを「才能のある作家」と呼んだが、「無気力なテーマを養うスタイルの力を過大評価する傾向があった」と不満を述べた。 
ギャラクシー・サイエンス・フィクション誌のグロフ・コンクリンは、「この短編集には、［ブラッドベリ］でもほかの誰かでもこれまでに書いた中で最高の想像力に富んだストーリーが含まれている。これらの楽しみを説明することすらできません」と述べている。

## 参考資料
- :en:1953 in literature
- :en:Ray Bradbury bibliography
- :en:Ray Bradbury short fiction bibliography

## 参考
- 黄金の林檎